# Kipkemboi Kimeli
Pour les articles homonymes, voir Kimeli.
Kipkemboi Kimeli (né le 30 novembre 1966 - mort le 6 février 2010 à Albuquerque) est un athlète kényan spécialiste des courses de fond.

## Biographie
Il se révèle à l'âge de dix-huit ans en remportant le titre junior des Championnats du monde de cross-country 1985 se déroulant à Lisbonne. En 1988, le Kényan crée la surprise en terminant troisième de la finale du 10 000 mètres des Jeux olympiques de Séoul. Auteur lors de cette course de la meilleure performance de sa carrière avec 27 min 25 s 16, il est devancé par le Marocain Brahim Boutayeb et l'Italien Salvatore Antibo. Début 1989, aux Championnats du monde de cross-country de Stavanger, en Norvège, Kipkemboi Kimeli se classe huitième de la course individuelle mais permet à l'équipe du Kenya de remporter le titre mondial par équipe.
Kipkemboi Kimeli décède le 6 février 2010 à Albuquerque des suites d'une pneumonie et de la tuberculose.

## Palmarès
| Date | Compétition                           | Lieu      | Place | Épreuve             |
| ---- | ------------------------------------- | --------- | ----- | ------------------- |
| 1985 | Championnats du monde de cross junior | Lisbonne  | 1er   | Course individuelle |
| 1988 | Jeux olympiques                       | Séoul     | 3e    | 10 000 m            |
| 1989 | Championnats du monde de cross        | Stavanger | 8e    | Course individuelle |
| 1989 | Championnats du monde de cross        | Stavanger | 1er   | Par équipe          |